# Lista över svenskar som vunnit Uefacupen
Huvudartiklar: Uefacupen / Uefa Europa League.
Fram till och med säsongen 2008/09 hette turneringen Uefacupen.
Från och med säsongen 2009/10 heter turneringen Uefa Europa League.

## Svenska vinnare

### 1982
- IFK Göteborg (tränare: Sven-Göran Eriksson)
  - Thomas Wernersson (målvakt)
  - Ruben Svensson
  - Glenn Hysén
  - Conny Karlsson
  - Stig Fredriksson
  - Tord Holmgren
  - Jerry Carlsson
  - Glenn Strömberg
  - Dan Corneliusson
  - Torbjörn Nilsson
  - Tommy Holmgren
  - Håkan Sandberg
  - Glenn Schiller
  - Ove Tobiasson (reservmålvakt, ej inbytt)
  - Glenn Holm (ej inbytt)
  - Martin Holmberg

### 1987
- IFK Göteborg (tränare: Gunder Bengtsson)
  - Thomas Wernersson, 2 (målvakt)
  - Mats-Ola Carlsson
  - Glenn Hysén, 2
  - Peter Larsson
  - Stig Fredriksson, 2
  - Magnus "Lill-Tidan" Johansson
  - Tord Holmgren, 2
  - Michael Andersson
  - Tommy Holmgren, 2
  - Stefan Pettersson
  - Lennart Nilsson
  - Roland Nilsson
  - Lars Zetterlund
  - Ove Tobiasson, 2 (reservmålvakt, ej inbytt)

### 1992
- Ajax
  - Stefan Pettersson, 2

### 1995
- Parma
  - Tomas Brolin

### 2002
- Feyenoord
  - Johan Elmander

### 2017
- Manchester United
  - Zlatan Ibrahimović (ej med i truppen, skadade knät i kvartsfinalen mot Anderlecht)

### 2024
- Atalanta BC
  - Isak Hien
  - Emil Holm (ej inbytt)

## Svenska finalister

### 1983
- Benfica
  - Sven-Göran Eriksson (tränare)
  - Glenn Strömberg

### 1998
- Lazio
  - Sven-Göran Eriksson (tränare)

### 2003
- Celtic FC
  - Henrik Larsson
  - Johan Mjällby
  - Magnus Hedman (ej inbytt)

### 2009
- Werder Bremen
  - Markus Rosenberg

### 2013
- Benfica
  - Victor Nilsson Lindelöf (tillhörde klubben, debuterat i A-laget under hösten 2013)

### 2021
- Manchester United
  - Victor Nilsson Lindelöf

## Statistik
- 29 svenska fotbollsspelare har vunnit Uefacupen.
- 7 svenska fotbollsspelare har vunnit Uefacupen två gånger.
- 6 svenska fotbollsspelare har vunnit Uefacupen två gånger med samma klubblag.
- 2 svenska fotbollsspelare har spelat final i Uefacupen med olika klubblag:
  - Stefan Pettersson vann bägge finalerna.
  - Glenn Strömberg vann ena och förlorade andra.
- Vid sju tillfällen har svenska fotbollsspelare vunnit Uefacupen (1982, 1987, 1992, 1995, 2002, 2017 & 2024).
- Sex olika klubblag med minst en svensk spelare i laget har vunnit Uefacupen (IFK Göteborg, Ajax, Parma, Feyenoord, Manchester United & Atlanta BC).
- Ett enda svenskt klubblag (IFK Göteborg) har vunnit Uefacupen.